# 下琅口岸
22°35′13″N 106°43′6″E / 22.58694°N 106.71833°E
下琅口岸（越南语：／），是越南高平省下琅县的一个边境口岸。与该口岸相接的是中国广西龙州县的科甲口岸。